# Tomislav Marić
Tomislav Marić (sinh ngày 28 tháng 1 năm 1973) là một cầu thủ bóng đá người Croatia.

## Đội tuyển bóng đá quốc gia Croatia
Tomislav Marić thi đấu cho đội tuyển bóng đá quốc gia Croatia từ năm 2002 đến 2003.

## Thống kê sự nghiệp
| Đội tuyển bóng đá Croatia | Đội tuyển bóng đá Croatia | Đội tuyển bóng đá Croatia |
| Năm                       | Trận                      | Bàn                       |
| ------------------------- | ------------------------- | ------------------------- |
| 2002                      | 5                         | 1                         |
| 2003                      | 6                         | 1                         |
| Tổng cộng                 | 11                        | 2                         |